# Ramsjöstenens mästare (Vittinge)

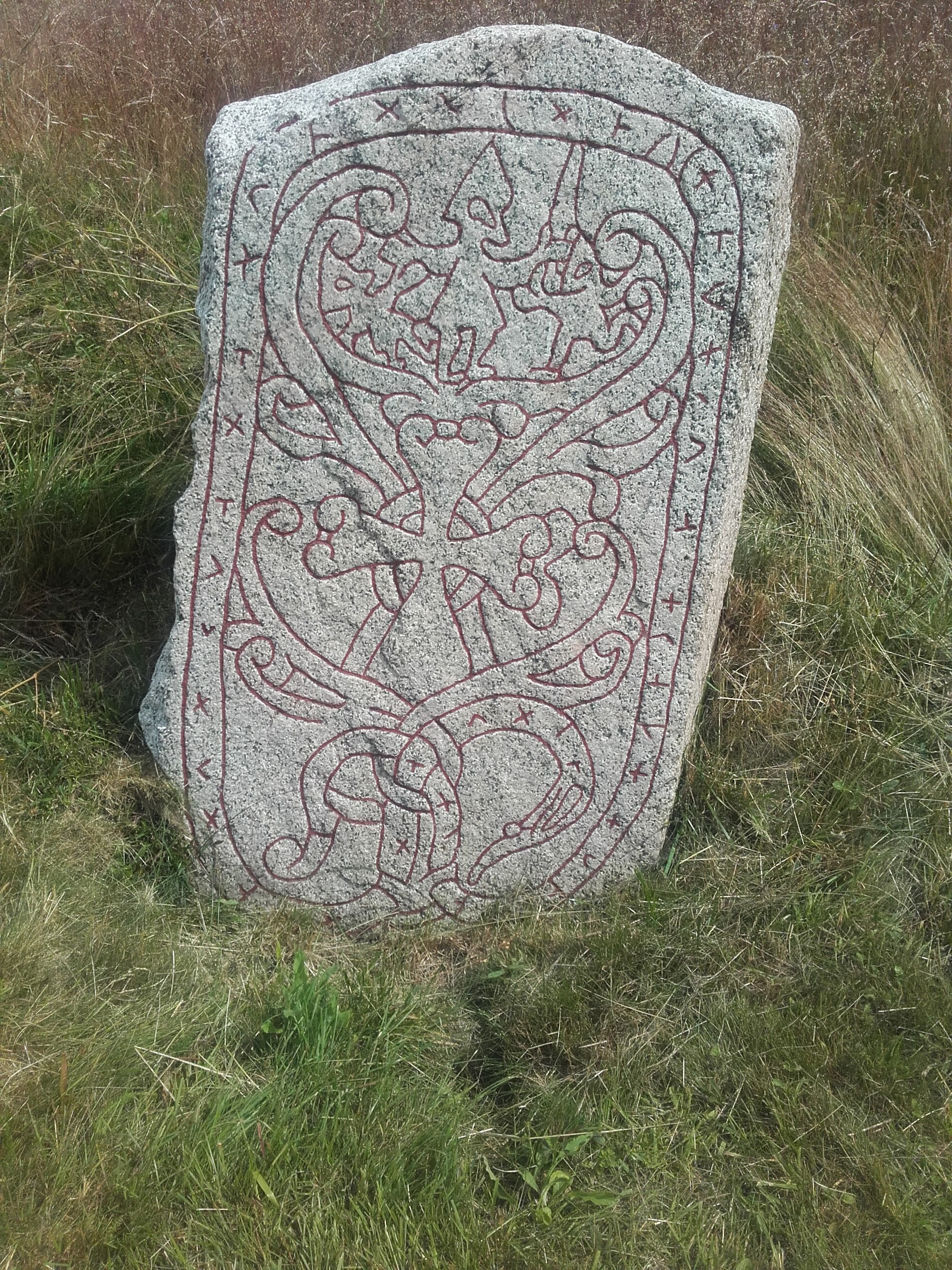
Ramsjöstenen.

Ramsjöstenens mästare är ett anonymnamn på en runristare.
Ramsjöstenens mästare är upphovsman till en upprest runsten vid Stora Ramsjö gård i Vittinge socken som ingår i de så kallade Sigurdsristningarna. Stenen har en inskrift med vanliga runtecken och kors- och vinkeltecken. Texten går ej att tyda och man antar att Ramsjöstenens mästare ej behärskat runskriften. Han har utformat ett skriftband i form av en lång orm med ett långsträckt i profil sett huvud som är vanligt på de uppländska runstenarna. Ytan innanför skriftbandet består av ett kors som omges av två växtornamentala rankor och över korset finns en figurscen med tre människoframställningar där centralfiguren är något större och håller ett svärd i handen som genomborrar skriftbandet. Man antar att centralfiguren föreställer Sigurd Fafnesbane.